# Вашутин, Иван Иванович (генерал-майор)
Иван Иванович Вашутин (1791—1837) — русский военачальник, генерал-майор.

## Биография
Родился 14 сентября 1791 года.
Дата вступления в военную службу неизвестна.
Генерал-майор с 6 декабря 1829 года.
Некоторое время ему принадлежал доходный дом купца Т. И. Николаи в Санкт-Петербурге.
Умер 10 августа 1837 года и похоронен на Смоленском православном кладбище Санкт-Петербурга.

### Семья
- Жена — Вашутина Феодосья Яковлевна (1799—1862), похоронена на том же кладбище.
- Дочь — Елизавета Ивановна Вашутина (14 ноября 1827 — 10 июня 1893) — вторая жена Фердинанда Ивановича Таубе, в этом браке родилось семеро детей.

## Награды
- Награждён орденом Св. Георгия 4-й степени (№ 4927; 3 декабря 1834).
- Также награждён другими орденами Российской империи.